# Arctostaphylos tomentosa
Arctostaphylos tomentosa är en ljungväxtart. Arctostaphylos tomentosa ingår i släktet mjölonsläktet, och familjen ljungväxter.

## Underarter
Arten delas in i följande underarter:
- A. t. bracteosa
- A. t. daciticola
- A. t. hebeclada
- A. t. tomentosa

## Bildgalleri

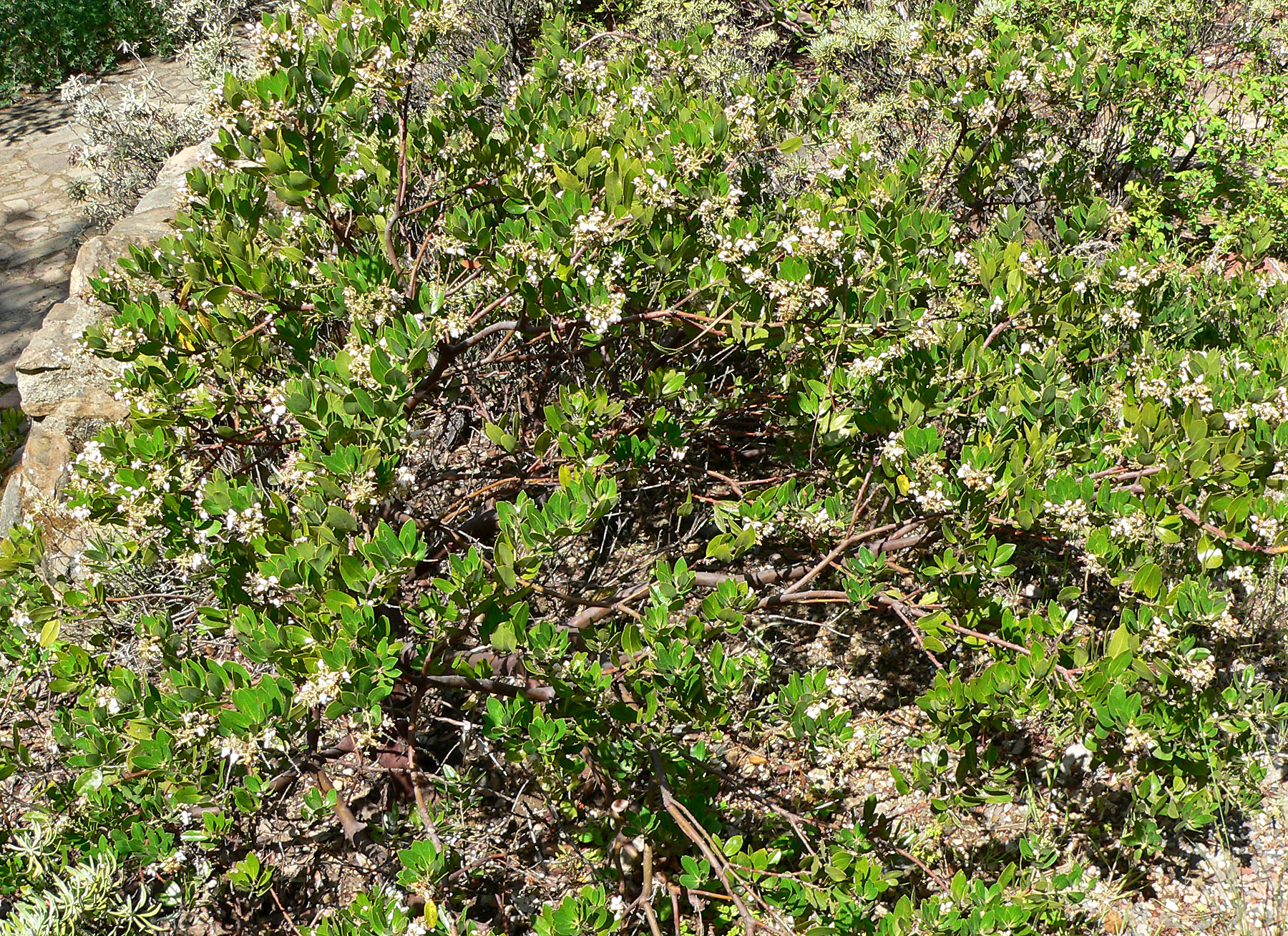
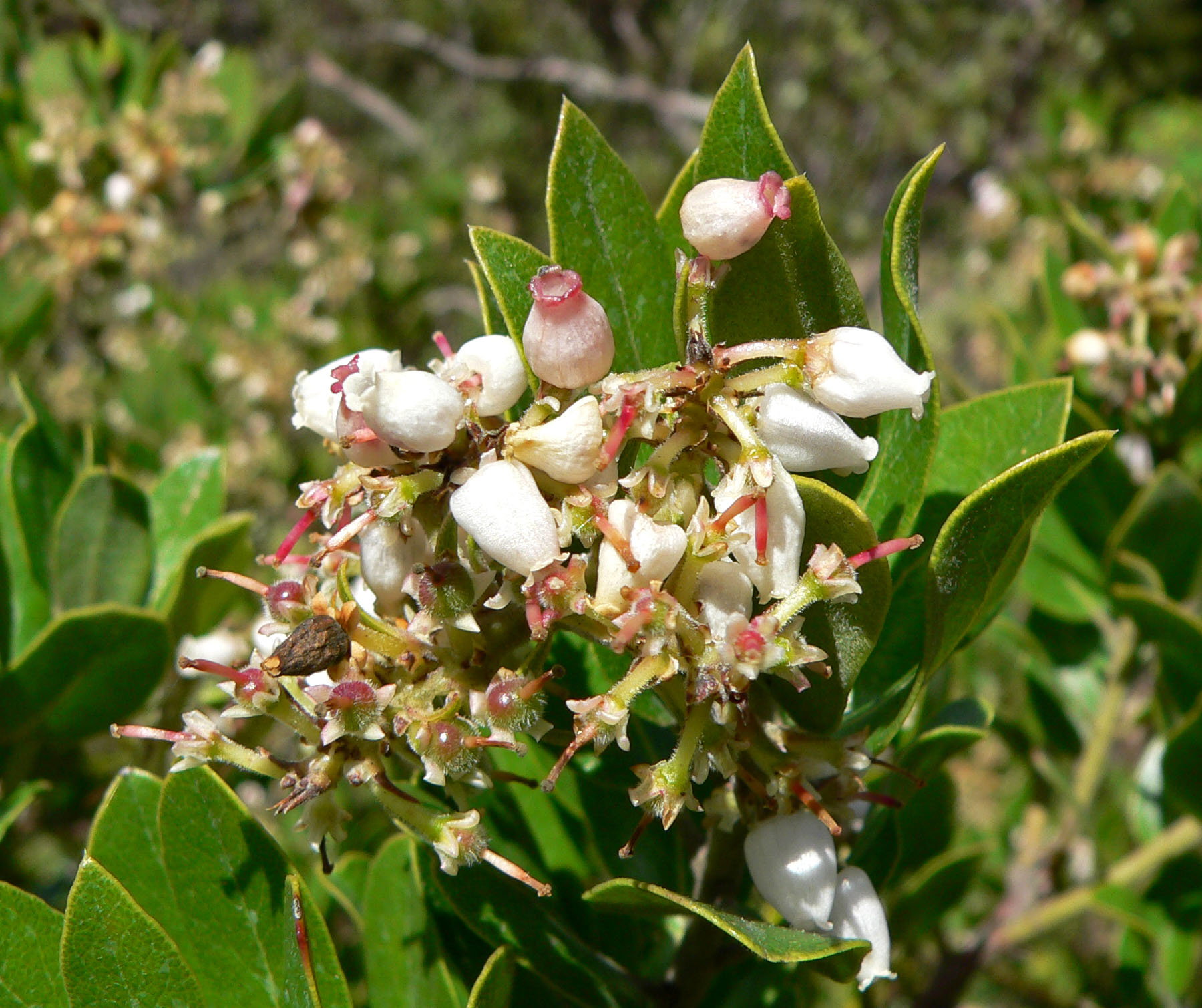
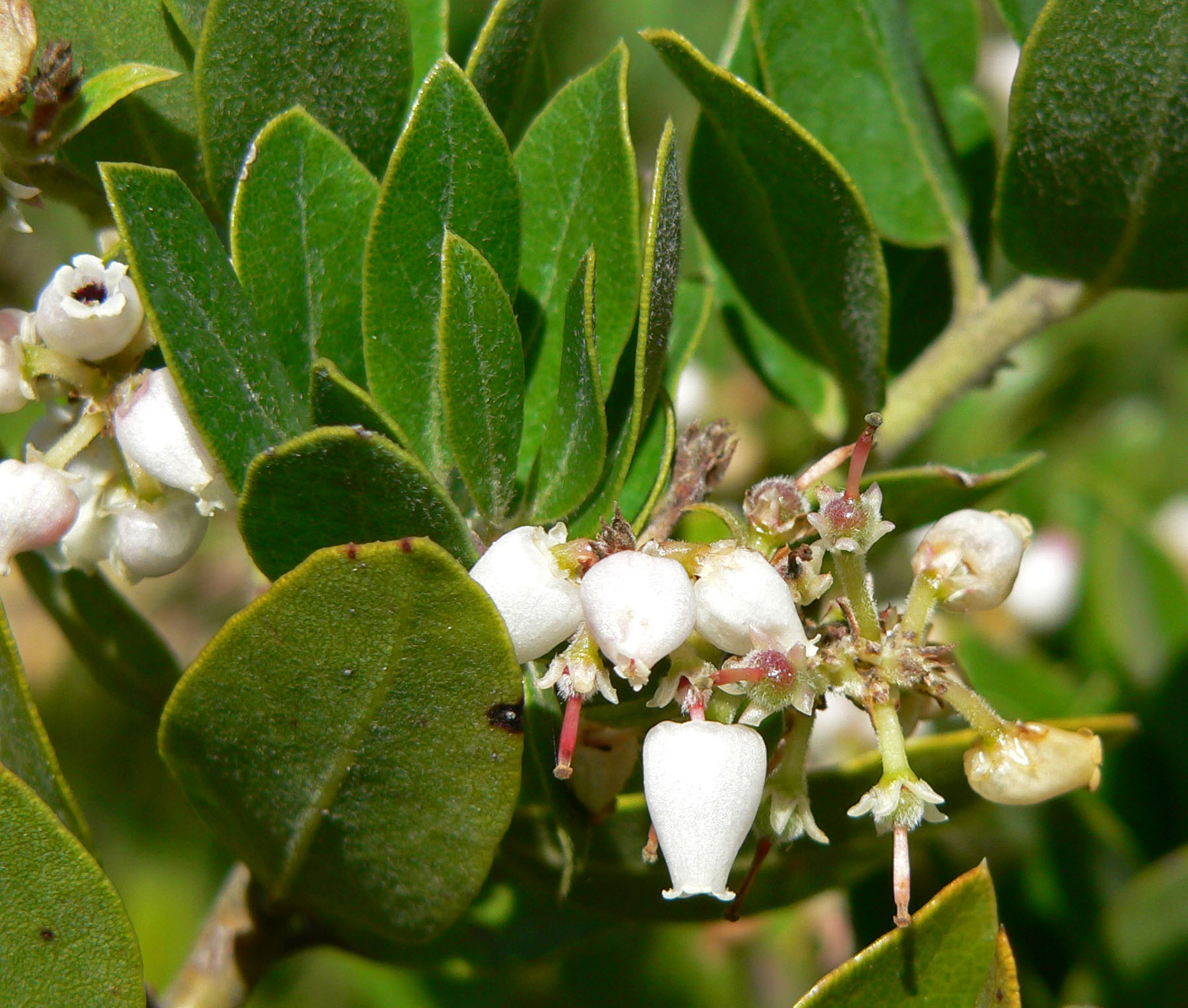
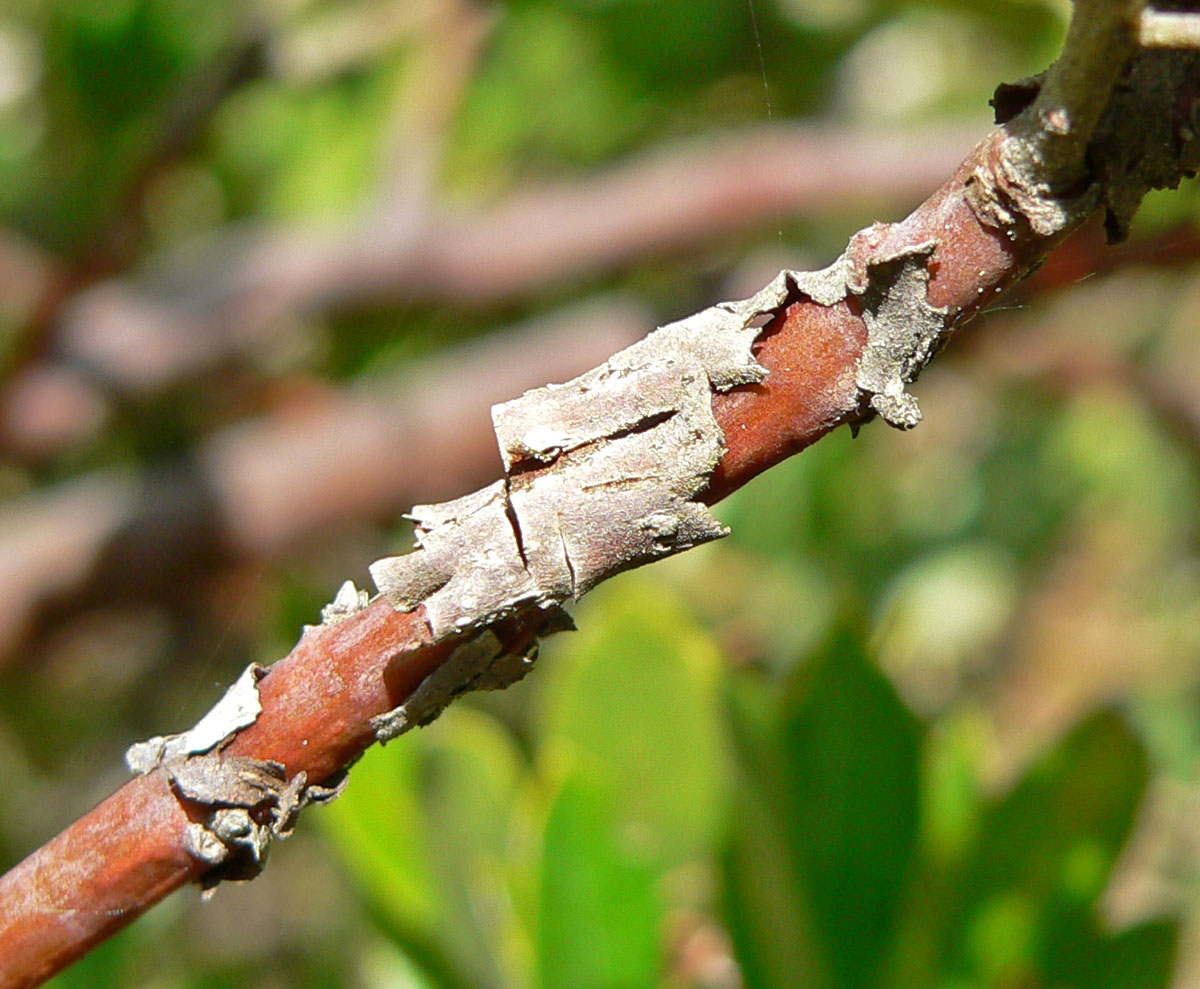